# Gare (remontée mécanique)
 (avril 2024).
La mise en forme du texte ne suit pas les recommandations de Wikipédia : il faut le « wikifier ».
Les points d'amélioration suivants sont les cas les plus fréquents :
- Les titres sont pré-formatés par le logiciel. Ils ne sont ni en capitales, ni en gras.
- Le texte ne doit pas être écrit en capitales (les noms de famille non plus), ni en gras, ni en italique, ni en « petit »…
- Le gras n'est utilisé que pour surligner le titre de l'article dans l'introduction, une seule fois.
- L'italique est rarement utilisé : mots en langue étrangère, titres d'œuvres, noms de bateaux, etc.
- Les citations ne sont pas en italique mais en corps de texte normal. Elles sont entourées par des guillemets français : « et ».
- Les listes à puces sont à éviter, des paragraphes rédigés étant largement préférés. Les tableaux sont à réserver à la présentation de données structurées (résultats, etc.).
- Les appels de note de bas de page (petits chiffres en exposant, introduits par l'outil «  Source ») sont à placer entre la fin de phrase et le point final[comme ça].
- Les liens internes (vers d'autres articles de Wikipédia) sont à choisir avec parcimonie. Créez des liens vers des articles approfondissant le sujet. Les termes génériques sans rapport avec le sujet sont à éviter, ainsi que les répétitions de liens vers un même terme.
- Les liens externes sont à placer uniquement dans une section « Liens externes », à la fin de l'article. Ces liens sont à choisir avec parcimonie suivant les règles définies. Si un lien sert de source à l'article, son insertion dans le texte est à faire par les notes de bas de page.
- La présentation des références doit suivre les conventions bibliographiques. Il est recommandé d'utiliser les modèles {{Ouvrage}}, {{Chapitre}}, {{Article}}, {{Lien web}} et/ou {{Bibliographie}}. Le mode d'édition visuel peut mettre en forme automatiquement les références.
- Insérer une infobox (cadre d'informations à droite) n'est pas obligatoire pour parachever la mise en page.

Pour une aide détaillée, merci de consulter Aide:Wikification.
Si vous pensez que ces points ont été résolus, vous pouvez retirer ce bandeau et améliorer la mise en forme d'un autre article.
Pour les articles homonymes, voir Gare (homonymie).
Dans les remontées mécaniques qui en sont équipées, les gares sont les lieux de montée ou descente des passagers à bord des véhicules.

## Principes généraux

### Fonction motrice
Une des gares est la station motrice : la poulie motrice y entraîne le câble par le biais d'un moteur électrique solidaire d'un réducteur (ou parfois sans réducteur grâce à un moteur dit "lent"). C'est dans cette même station que sont présents les freins de l'appareil, ils agissent soit sur l'arbre dit « rapide » (entre le moteur et le réducteur) soit directement sur la poulie motrice. Chaque installation est équipée au moins de deux freins distincts par mesure de sécurité (principe de redondance).
Toujours selon ce même principe de redondance, une gare motrice est toujours équipée d'une motorisation de secours composée d'un moteur thermique qui produira du courant électrique (groupe électrogène) ou mettre de l'huile sous pression (pompe hydraulique) dans le but d'alimenter un (ou plusieurs) motoréducteur électrique ou hydraulique accouplé en cas de besoin directement sur une couronne dentée présente sur la poulie motrice. Cette motorisation de secours permet ainsi de ramener les passagers présents dans les véhicules en gare en cas de coupure de courant ou de problème électrique ou mécanique sur la motorisation principale.

### Fonction tension
On réalise dans une des gares la tension du câble, via un contrepoids ou un vérin hydraulique solidaire d'un chariot sur lequel se situe la poulie de renvoi, laquelle peut être la poulie motrice ou une simple poulie libre selon que la tension s'opère dans la station motrice ou non.